# Wielcy królowie Irlandii
Średniowieczna irlandzka tradycja historyczna podała, że Irlandia była rządzona przez zwierzchnich królów (irl. ard-rí) od czasów starożytnych. Kompilacje, takie jak Lebor Gabála Érenn, a następnie nowożytne dzieła, takie jak Roczniki Czterech Mistrzów i Geoffreya Keatinga Foras Feasa ar Éirinn rzekomo śledziły linię zwierzchnich królów. Korpus wczesnego prawa irlandzkiego nie podał istnienia takiej instytucji, a obecni uczeni uważają, że jest to pseudohistoryczna konstrukcja, powstała w VIII w. n.e., dająca rzut do odległej przeszłości politycznej, który nie stanie się rzeczywistością do czasów Normanów. Máel Sechnaill I mac Máele Ruanaid deklarował się, jako król całej Irlandii, ale takie roszczenia nie uzyskały poparcia politycznego innych królestw (tj. Munsteru), nordyckich i nordycko-gaelickich oraz nie był w stanie utrzymać pokoju z własnymi krewnymi Uí Néill. Tradycyjna lista arcykrólów Irlandii jest więc mieszanką faktów, legend, fikcji i propagandy. Osoby znajdujące się przed V w. n.e. są ogólnie uważane za legendarne, a aplikacja tytułu osobom przed IX w. jest uważana za anachroniczną.
Kronikarze często opisują późniejszych zwierzchnich królów, jako rígh Érenn co fressabra („królowie Irlandii w opozycji”). Tytuł ten jest odniesiony do niestabilności zwierzchniej władzy królewskiej Tary od czasów śmierci Máel Sechnailla II Móra w 1022 r. Władza Máel Sechnailla została obalona przez Briana I Boru w 1002 r. i odnowiona w 1014 po śmierci Briana. Przykład zamachu Briana był kontynuowany przez wiele innych rodzin po 1022 roku, a arcykrólestwo było skutecznie zakończone przez normański quasi-podbój Irlandii w 1171 roku.

## Mityczni królowie Irlandii
- Cessair

### Dynastia Partholona (1980-1710 p.n.e.)
- Partholon [syn Sery, potomka Magoga, wnuka Noego]
- Slainge [syn]
- Laiglinne [brat]
- Rudraige [brat]
- Potomkowie

### Dynastia Nemedian (1710-1300 p.n.e.)
- Nemed [krewny Partholona]
- Stairn [syn]
- Iarbonel Wróżbita [brat]
- Annind [brat]
- Fergus Czerwonoboki [brat]
- Semul [syn Iarbonela]
- Erglan [syn Beoana syna Stairna]
- Interregnum (1493-1293 p.n.e.)

### DynastiaFomorian(przed 1300 p.n.e.)
- Gann
- Sengann
- Nieznani władcy

### DynastiaFir Bolgów(1293-1213 p.n.e.)
- Slainge mac Dela (1293/50-1249 p.n.e.) [potomek Nemeda]
- Rudraige (1249-1247) [brat]
- Gann (1247-1243) [brat]
- Genann (koregent 1247-1243) [brat]
- Sengann (1243-1238) [brat]
- Fiacha Cennfinnan (z Małą Białą Głową) (1238-1233) [wnuk Rudraige'a]
- Rinnal (1233-1228) [syn Genanna]
- Foidbgen (1228-1224) [syn Senganna]
- Eochaid mac Eirc (1224-1213) [wnuk Rinnala]

### DynastiaTuatha Dé Danann(1213-1016 p.n.e.)
- Bres mac Ealathan (1213-1206) [potomek Fomorian]
- Nuada Airgethlaim (ze Srebrną Ręką) (1206-1186) [w 12. stopniu potomek Nemeda]
- Lug Lamfada (Długoręki) mac Cein (1186-1146) [w 14. stopniu potomek Nemeda]
- Eochaid Ollathair (Praojciec) mac Elathan (1146-1066) [kuzyn]
- Delbaeth mac Ogma (1066-1056) [bratanek]
- Fiacha mac Delbaith (1056-1046) [syn]
- Eathur “MacCuill” mac Cermad Mirbeoill (1046-1016) [wnuk Eochaida]
- Teathur ”MacCecht” (koregent 1046-1016) [brat]
- Ceathur ”MacGreine” (koregent 1046-1016) [brat]

## Legendarni królowie Irlandii

### Celtycka dynastiaMilezjan(1016 p.n.e.-405 n.e.)
- Emer (Eber) Finn (1016-1015) [syn Mileda]
- Eremon (Erimon) (koregent 1016-1015, potem samodzielnie 1015-1002) [brat]
- Muimne (1002-999) [syn]
- Luigne (koregent 1002-999) [brat]
- Laigne (koregent 1002-999) [brat]
- Er (999) [syn Emera]
- Orba (koregent 999) [brat]
- Feron (koregent 999) [brat]
- Fergna (Fergen) (koregent 999) [brat]
- Nuada I Necht (Czysty) (999)
- Irial Faid (Prorok) (999-989) [syn Eremona]
- Eithrial (989-969) [syn]
- Conmael (969-939) [syn Emera]
- Tigernmas mac Follagh (939-916) [wnuk Eithriala]
- Interregnum 916-909
- Eochaid I Edgadach (Posiadający Ubranie) mac Daire (909-905) [w 6. stopniu potomek Itha, stryja Mileda]
- Cermna Finn mac Eibric (905-865) [wnuk bratanka Eremona]
- Sobairce (koregent 905-865) [brat]
- Eochaid II Faebarglas (z Zielonym Mieczem) (865-845) [syn Conmaela]
- Fiacha I Labrainne mac Smirguill (845-821) [prawnuk Tigernmasa]
- Eochaid III Mumho mac Mofebis (821-800) [wnuk Eochaida II]
- Aengus I Olmucada (800-782) [syn Fiachy I]
- Enna I Airgthech (Grabieżca) (782-758) [syn Eochaida III]
- Roithechtaigh (Roithechtach) I mac Maen (758-747) [wnuk Aengusa I]
- Sedna I mac Airtri (747-742) [bratanek Cearmny]
- Fiacha II Finscothach (742-728) [syn]
- Muinemon mac Cas Clothach (728-723) [w 7. stopniu potomek Eochaida II]
- Faildergdoid (723-714) [syn]
- Ollam Fodla (714-674) [syn Fiachy II]
- Finnachta I (674-654) [syn]
- Slanoll (654-637) [brat]
- Gede Ollgothach (z Wielkim Głosem) (637-625) [brat]
- Fiacha III Finnailches (625-617) [syn Finnachty I]
- Berngal (617-605) [syn Gedy]
- Oilioll (Ailill) I (605-590) [syn Slanolla]
- Sirna Saeglach (Długowieczny) mac Dian (590-569) [prawnuk Roithechtaigha I]
- Roithechtaigh II mac Roan (569-562) [w 4. stopniu potomek Faildeargdoida]
- Elim I Ollfinsnechta (562-561) [syn]
- Giallchad mac Oilioll Olchain (561-552) [wnuk Sirny]
- Art I Imlech (552-540) [syn Elima I]
- Nuada II Finnfail (540-527) [syn Giallchada]
- Bres Ri (527-518) [syn Arta I]
- Eochaid IV Apthach mac Finn (518-517) [w 10. stopniu potomek Itha, stryja Mileda]
- Finn (Fionn) mac Blatha (517-497) [w 4. stopniu potomek Ollama Fodly]
- Sedna II Innaraigh (497-483) [syn Bresa]
- Simon Breac mac Aedan Glas (483-477) [wnuk Nuady II]
- Duach I Finn (477-469) [syn Sedny II]
- Muiredach I Bolgrach (469-468) [syn Simona]
- Enna II Derg (Czerwony) (468-463) [syn Duacha I]
- Lugaid I Iardonn (463-458) [syn]
- Sirlam (458-442) [syn Finna]
- Eochaid V Uairches (Szalupka) (442-430) [syn Lugaida I]
- Eochaid VI Fiadmuine (Łowca) mac Congal Cosgarach (430-425) [prawnuk Muiredacha I]
- Conaing Begeglach (Nieustraszony) (koregent 430-425) [brat]
- Lugaid II Laimderg (o Rękach Splamionych Krwią) (425-421) [syn Eochaida V]
- Conaing (2. panowanie 421-414)
- Art II mac Lugaid (414-408) [syn Lugaida II]
- Fiacha IV Tolgrach (408-401) [syn Muiredacha I]
- Oilioll (Ailill) II Finn (401-392) [syn Arta II]
- Eochaid VII (392-385) [syn]
- Airgetmar (Argatmar) (385-375) [syn Sirlama]
- Duach II Ladgrach (Porywczy) (375-365) [syn Fiachy IV]
- Lugaid III Laigde (365-361) [syn Eochaida VII]
- Aed I Ruad (Czerwony) mac Badarn (361-354) [wnuk Airgetmara]
- Dithorba mac Deman (354-347) [wnuk Airgetmara]
- Cimbaeth mac Finntan (347-340) [wnuk Airgetmara]

Okres heroiczny
- Macha Mongruad (Rudowłosa) (340-333; królowa Ulsteru) [żona; córka Aeda I]
- Rechtaid Rigderg (z Czerwonym Przegubem) (333-313) [syn Lugaida III]
- Ugaine Mor (Wielki) mac Eochaid Buadach (313-283) [wnuk Duacha II]
- Badbchad (283) [brat]
- Loegaire I Lorc (283-281) [syn Ugaine'a]
- Cobthach Cael Breg (281-264) [brat]
- Labraid Loingsech (Żeglarz) mac Oilioll Aine (264-250) [wnuk Laogaire'a I]
- Melge (Meilge) Molbthach (Chwalebny) (250-243) [syn Cobthacha]
- Modcorb mac Cobthach Caem (243-236) [wnuk Rechtaida]
- Aengus II Ollam (Uczony) mac Oilioll (236-229) [wnuk Labraida]
- Irereo Gleofathach (Biegły) (229-222) [syn Melge'a]
- Fercorb (222-215) [syn Modcorba]
- Connla Caem (Przystojny) (215-211) [syn Irereo]
- Oilioll III Caisfiaclach (z Krzywymi Zębami) (211-186) [syn]
- Adamair Foltchaoin (o Delikatnych Włosach) (186-181) [syn Fearcorba]
- Eochaid VIII Ailtlethan (181-174) [syn Oiliolla III]
- Fergus I Fortamail mac Bresal Breac (174-162) [wnuk Aengusa II]
- Aengus III Tuirmech Temrach (162-130) [syn Eochaida VIII]
- Conall I Collamrach mac Ederscel Temrach (130-125) [bratanek]
- Nia Sedamain (125-118) [syn Adamaira]
- Enna III Aignech (o Doskonałej Gościnności) (118-108) [syn Aengusa III]
- Crimthann I Cosgrach mac Feidlimid Fortuin (108-104) [wnuk Fergusa I]
- Rudraige I Mor mac Sithrige (104-87; król Ulsteru) [w 4. stopniu potomek Airgetmara]
- Innatmar (87-84) [syn Nia]
- Bressal Bodiobad (Pozbawiony Krów) (84-75; król Ulsteru) [syn Rudraige'a I]
- Lugaid IV Laigne (75-60) [syn Innatmara]
- Congal I Clairingnech (z Broad Nails) (60-57; król Ulsteru) [brat Breasala]
- Duach III Dallta Dedad mac Cairbre Lusg (57-50) [wnuk Lugaida IV]
- Fachtna Fathach mac Cais (50-26; król Ulsteru) [wnuk Rudraige'a I]
- Eochaid IX Feidlech (Solidny) mac Finn (26-14) [w 7. stopniu potomek Enny III]
- Eochaid X Airem (Grabarz) (14-4) [brat]
- Ederscel mac Eogan (4 p.n.e.-1 n.e.) [zięć; w 22. stopniu potomek Itha, stryja Mileda]

Okres Antecotti (Aitheach-Tuatha)
- Nuada III Necht (Biały) mac Sedna Sithbaic (1 n.e.) [w 11. stopniu potomek Crimthanna I]
- Conaire I Mor (Wielki) (1-60) [syn Ederscela]
- Interregnum 60-65
- Lugaid V Sriab nDerg (z Czerwonymi Kołami) mac Bres Finemnas (65-73) [wnuk Eochaida IX]
- Conchobar I Abradruad (z Czerwonymi Rzęsami) mac Finn File (73-74; kkról Leinsteru) [w 4. stopniu potomek Nuady III]
- Crimthann II Niadnair (Mąż Nair) (74-90) [syn Lugaida V]
- Cairbre I Cinncait (Głowa Kota) (uzurpator 90-95) [z Fir Bolgów]
- Feradach Finnfechtnach (95-116) [syn Crimthanna II]
- Fiatach Finn mac Daire (116-119; król Ulsteru)
- Fiacha V Finnfolaid (od Białych Wołów) (119-126) [syn Feradacha]
- Elim II mac Conrach (126-130; król Ulsteru) [prawnuk Rudraige'a I]

## Półlegendarni arcykrólowie Irlandii
- Tuathal I Techtmar (Prawowity) (130-160) [syn Fiachy V]
- Mal mac Rochraide (160-164; król Ulsteru) [potomek Rudraide'a I]
- Fedlimid Rechtmar (Prawodawca) (164-174) [syn Tuathala I]
- Cathair Mor mac Fedlimid Firurglais (174-177) [w 6. stopniu potomek Conchobara I]
- Conn Cetchathach (Stu Bitew) (177-212) [syn Fedlimida]
- Conaire II Caem (Przystojny) mac Mod Lama (212-220) [w 6. pokoleniu potomek Conaire'a I]
- Art III Aonfer (Samotnik) (220-250) [syn Conna]
- Lugaid VI MacConn (250-253) [syn Maicniada z milezjańskiej linii Itha i Sadb, córki Conna]
- Fergus II Duibdedach (Czarnozęby) mac Imchad (253-254; król Ulsteru) [w 4. stopniu potomek Fiatacha Finna]
- Cormac Ulfada (254-277) [syn Arta III]

Okres osjanicki
- Eochaid XI Gonnat mac Fiac (277-278; król Ulsteru) [w 5. stopniu potomek Fiatacha Finna]
- Cairbre II Liffechair (278-295) [syn Cormaca]
- Fothad I Cairpthech (295-296) [syn Lugaida VI]
- Fothad II Airgthech (koregent 295-296; samodzielnie 296) [brat]
- Fiacha VI Sraibtine (296-327) [syn Cairbre'a II]
- Colla Uais mac Eochaid Doimlen (327-331) [bratanek]
- Muiredach II Tirech (331-357) [syn Fiachy VI]
- Caelbad mac Cruind Badrui (357-358; król Ulsteru)
- Eochaid XII Muigmedoin (Pan Niewolników) (358-366; król Meath) [syn Muiredacha II]
- Crimthann III Mor mac Fidaig (366-379) [wnuk Daire’a Cerbby, króla Munsteru]

## Historyczni arcykrólowie Irlandii

### Dynastia O’Neillów
- Niall I Noígíallach (od Dziewięciu Zakładników) (379-405) [syn Eochaida XII]

Okres św. Patryka
- Nath ĺ mac Fiachrach (405-428/9; król Connachtu) [bratanek]
- Lóegaire II mac Néill (428/29-458/63; król Connachtu) [syn]
- Cairbre III mac Néill (463-?) [brat]
- Ailill (Oilioll) IV Molt (?-482; król Connachtu) [syn Dathi]
- Lugaid VII mac Lóegairi (483-507) [syn Loegaire’a II]
- Muirchertach I mac Muiredaig (507-534; król Ailechu) [prawnuk Nialla I]
- Túathal II Máelgarb mac Cormaic (534-544) [wnuk Cairbre’a III]
- Diarmait I mac Cerbaill (544-565; król Meath) [prawnuk Nialla I]

Okres św. Kolumby
- Fergus III mac Muirchertaig (565-566; król Ailechu) [syn Muirchertacha I]
- Domnall I Ilchelgach (od Wielu Oszustw) (koregent 565-566) [brat]
- Ainmuire mac Sétnai (566-569) [praprawnuk Nialla I]
- Báetán I mac Muirchertaig (569-572; król Ailechu) [syn Muirchertacha I]
- Eochaid XIII mac Domnaill (koregent 569-572; król Ailechu) [syn Domalla I]
- Báetán II mac Ninnedo (572-586) [praprawnuk Nialla I]
- Áed II mac Ainmuirech (586-598) [syn Ainmuire’a]

Okres scholastyczny
- Áed III Sláine (598-604) [syn Diarmaita I]
- Colmán Rímid (koregent 598-604; król Ailechu) [syn Báedána I]
- Áed IV Uaridnach (604-612; król Ailechu) [syn Domnalla I]
- Máel Coba mac Áedo (612-615) [syn Áeda II]
- Suibne Menn mac Fiachna (615-628; król Ailechu) [prawnuk Muirchertacha I]
- Domnall II mac Áedo (628-642) [syn Áeda II]
- Conall II Cóel (642-654) [syn Maela Coby]
- Cellach mac Máele Coba (koregent 642-658) [brat]
- Diarmaid II Ruadnaig (658-665; król Bregi) [syn Áeda III]
- Blathmac mac Áedo Sláine (koregent 658-665; król Bregi) [brat]
- Sechnassach (665-671; król Bregi) [syn]
- Cenn Fáelad (671-675; król Bregi) [brat]
- Finnachta II Fledach (Uroczysty) mac Dunchad (675-695; król Bregi) [wnuk Áeda III]
- Loignsech mac Óengusso (695-704) [wnuk Domnalla II]
- Congal II Cennmagair mac Fergus (704-710) [wnuk Domnalla II]
- Fergal mac Máele Dúin (710-722; król Ailechu) [prawnuk Áeda IV]
- Fogartach mac Néill (722-724; król Bregi) [prawnuk Diarmaida II
- Cináed mac Írgalaig (724-728; król Bregi) [praprawnuk Áeda III]
- Flaithbertach mac Loingsig (728-734; usunięty, zmarł 765) [syn Loingsecha]
- Áed V Allán (Przystojny) (734-743; król Ailechu) [syn Fergala]
- Domnall III Midi (743-763; król Meath) [w 7. stopniu potomek Diarmaita I]
- Niall II Frossach (od Deszczów) (763-770; abdykował, zmarł 778; król Ailechu) [syn Fergala]
- Donnchad I Midi (770-797; król Meath) [syn Domnalla III]

Okres skandynawski
- Áed VI Oirdnide (Dostojny) (797-819; król Ailechu) syn Nialla II]
- Conchobar II mac Donnchada (819-833; król Meath) [syn Donnchada I]
- Niall III Caille (833-846; król Ailechu) [syn Áeda VI]
  - Fedlimid mac Crimthainn (rywal 838-841; król Munsteru)
- Máel Sechnaill I mac Máele Ruanaid (846-862; król Meath) [wnuk Donnchada I]
- Áed VII Findliath (Białowłosy) (862-879; król Ailechu) [syn Nialla III]
- Flann Sinna (Lis) (879-916; król Meath) [syn Máela Sechnailla I]
- Niall IV Glúndub (Czarne Kolano) (916-919; król Ailechu) [syn Áeda VII]
- Donnchad II Donn (Brązowy) (919-944; król Meath) [syn Flanna]
- Congalach Cnogba mac Máel Mithig (944-956) [w 7. stopniu potomek Áeda III]
  - Ruaidri Ua Canannain (rywal 944-950) [w 6. stopniu potomek Flaithbertacha I?]
- Domnall IV ua Néill (956-980; król Ailechu) [wnuk Nialla IV]

Okres dalkasiański (980-1022)
- Máel Sechnaill II Mór mac Domnaill (980-1002; usunięty; król Meath) [wnuk Donnchada II]
- Brian I Bóruma (od Trybutów) mac Cennetig (1002-1014; król Munsteru) [z dynastii Dál gCais]
- Máel Sechnaill II (2. panowanie 1014-1022)
- Flaithbertach II (1022-1036; król Ailechu) [wnuk Domnalla IV]
- Donnchad III mac Briain (rywal 1022-1036; arcykról 1036-1066; usunięty, zmarł 1064; król Munsteru) [syn Briana I]
- Diarmait III mac Mail na mBó (1063-1072; król Leinsteru) [syn Donnchada Máela na mBó]
- Toirdelbach I Ua Briain mac Tadg (1072-1086; król Munsteru) [wnuk Briana I]
- Muirchertach II Ua Briain (1086-1119; król Munsteru) [syn]
- Domnall V Ua Lochlainn mac Ardgar Ua Lochlainn (rywal 1090-1119; arcykról 1119-1121; król Ailechu) [w 4. stopniu potomek Domnalla IV?]
- Toirdelbach II Ua Conchobair (rywal 1120-1121; arcykról 1121-1156; król Connachtu) [syn Ruaidrí I, króla Connachtu]
- Muirchertach III Mac Lochlainn (rywal 1149-1156; arcykról 1156-1166; król Ailechu) [wnuk Domnalla V]
- Ruaidri II Ua Conchobair (1166-1186; wasal angielski od 1175; usunięty, zmarł 1198; król Connachtu) [syn Toirdelbacha II]
- Conchobar III Máenmaige (1186-1189) [syn]
- Cathal Crobderg (1189-1200; usunięty, zmarł 1224) [syn Toirdelbacha II]
- Do angielskiej Korony, częściowo przerywane przez bunty 1200
- Brian II Ua Neill (1258-1260; król Tyrone) [z dynastii O’Neill]
- Panowanie angielskie 1260-1316
- Edward de Bruce (król 1316-1318) [brat Roberta I, króla Szkocji]